# Newark (Nowy Jork)
Newark – wieś w Stanach Zjednoczonych, w stanie Nowy Jork, w hrabstwie Wayne.